# Grotte de Milandre
Die Grotte de Milandre ist eine Karsthöhle in der Gemeinde Boncourt im Kanton Jura in der Schweiz. 

## Beschreibung
Die aktive, vadose Höhle ist wissenschaftlich gut untersucht. Sie befindet sich in subhorizontalen, fossilführenden Kalken. Sie wird vom Höhlenfluss Milandrine durchflossen, hat eine vermessene Länge von 10.520 Meter und eine Vertikalausdehnung von 135 Meter.